# Ракета (Ghost Trick)
Ракета (англ. Missile, яп. ミサイル) — вымышленный персонаж из Ghost Trick: Phantom Detective. Он был основан на реальной собаке дизайнера Сю Такуми.

## Задумка и создание
Ракета был придуман Сю Такуми, руководителем проекта игры Ghost Trick: Phantom Detective. Ракета впервые появился в Phoenix Wright: Ace Attorney, где он выступает в эпизодической роли полицейского пса под присмотром детектива Дика Гамшу. В ремейке Ghost Trick для iPad он играет главную роль в мини-игре под названием «Missile Omikuji», где он гадает игрокам в своём «восторженном» стиле. Ракета — шпиц с густым мехом двух цветов: кремового и белого. Он очень возбудим, на громкие звуки и незнакомцев реагирует лаем; на знакомых же он лает, чтобы поприветствовать их. Он также очень лоялен, делая все, что в его силах, чтобы защитить своих владельцев Линн и Камилу.
В Ghost Trick он впервые появляется будучи застреленным убийцей, который ждал, пока Линн вернётся домой, вместе со связанной Камилой. Однако вмешательство Сиссэля, который отматывает время на четыре минуты до смерти Ракеты, приводит к тому, что тот выживает. Также Ракета теперь может общаться с Сиссэлем и другими мёртвыми людьми. После того, как Линн просит Камилу принести ей музыкальную шкатулку, Сиссэль также уходит, предлагая Ракете попробовать уйти из квартиры и попытаться защитить её. Пока Ракета гонится за Камилой, похититель убивает его, случайно врезавшись в него на мотороллере. Хотя у Ракеты не было особых призрачных способностей в первый раз, когда он умер, он получает доступ к силе, которая позволяет ему менять местами предметы той же формы. Он использовал это, чтобы спасти Камилу, но непреднамеренно убивает другого человека, которого они спасают вместе с Сиссэлем. Позже выясняется, что он получил эти силы, умерев возле метеорита, упавшего в этом районе десять лет назад. Излучение этого метеорита давало умершим возле него особые силы.
Вместо того, чтобы позволить Сиссэлю отменить свою смерть, Ракета предпочитает остаться призраком, наслаждаясь способностью защищать Камилу и Линн. После того, как он и Сиссэль спасают человека, которого Ракета непреднамеренно убил, лист, в который он вселился, улетел. Позже он снова появляется, все ещё находясь в листе. Его спасает Сиссэль, и они снова объединяются. Использовав свои силы для защиты своих близких, он в конце концов отправляется с Сиссэлем и человеком по имени Йомиэль на 10 лет назад. 10 лет назад начались события, предшествовавшие началу игры. Ракета помогает в изменении судьбы Йомиэля. Йомиэль из будущего вместо того, чтобы позволить себе из прошлого умереть и стать фактически бессмертным от упавшего метеорита, вселяется в своё тело и спасает от смерти Линн, которую прошлый он взял в заложницы несколькими моментами ранее. После того, как Сиссэль узнаёт, что он был котом, он возвращается на место своей смерти, где встречается с призраком по имени Рэй. Рэй обитает в лампе и помог Сиссэлю в самом начале игры. Он оказывается старой версией Ракеты, который отправилась на 10 лет в прошлое. Рэй сделал это после того, как не смог защитить Линн и Камилу от убийцы и Йомиэля. В конце концов он наткнулся на Сиссэля, который только что умер, и попытался заключить соглашение; однако, поскольку Сиссэль заботился только о себе, он был вынужден обмануть его, заставив поверить, что ему осталось существовать только до рассвета следующего дня, после чего его дух исчезнет. По итогу события всей игры отменяются, создавая альтернативную временную шкалу.

## Критика
После своего появления в Ghost Trick: Phantom Detective Ракета получил положительные отзывы. Создатель Ракеты Сю Такуми отметил, что Ракета получил более положительный отклик в Японии, чем протагонист — Сиссэль. Том Хоггинс из The Telegraph назвал Ракету «одним из самых милых и милых игровых персонажей, несмотря ни на что». Кэролайн Гудмундсон из GamesRadar назвала Ракету «возможно, самой милой и самой любящей собакой, которую мы когда-либо видели в играх». Сотрудники GamesRadar также поместили его на 23-е место в списке 50 лучших игровых персонажей поколения, отметив, что «Ракета, возможно, лучшая собака в играх». Мартин Гастон из Video Gamer назвал его очаровательным, назвав его особой изюминкой состава персонажей.
Джастин Хейвальд из 1UP.com назвал Ракету «одним из самых очаровательных персонажей в любой игре, когда-либо и где угодно», отметив, что Ghost Trick превратил его из вельш-корги или мопса в померанского шпица. Редактор Siliconera Спенсер провёл черту между Ракетой и главным героем игры Сиссэлем: если Сиссэль серьёзно относится к ситуации со смертью Ракеты, Ракета признаёт, что он мёртв, объясняя это тем, что он, как собака, многого не знает. Данте Клейнберг из Adventure Gamers описал его как «милого и приятного», а также использовал его смерть как пример более тёмных элементов, обнаруженных в Ghost Trick. GamesTM, обнаружив некоторые недостатки в структуре игры, отметили взаимодействие между Сиссэлем и Ракетой как «забавную концепцию, но причудливую».